# Racing 92
Racing 92 – francuski klub rugby union występujący w najwyższej klasie rozgrywkowej, lidze Top 14. Siedzibą klubu jest Antony w podparyskim 92. departamencie Hauts-de-Seine (do niego odnosi się liczba „92” zawarta w nazwie klubu). 
Racing swoje mecze rozgrywa na Paris La Défense Arena w Nanterre. Tradycyjnymi kolorami klubu są błękit i biel.

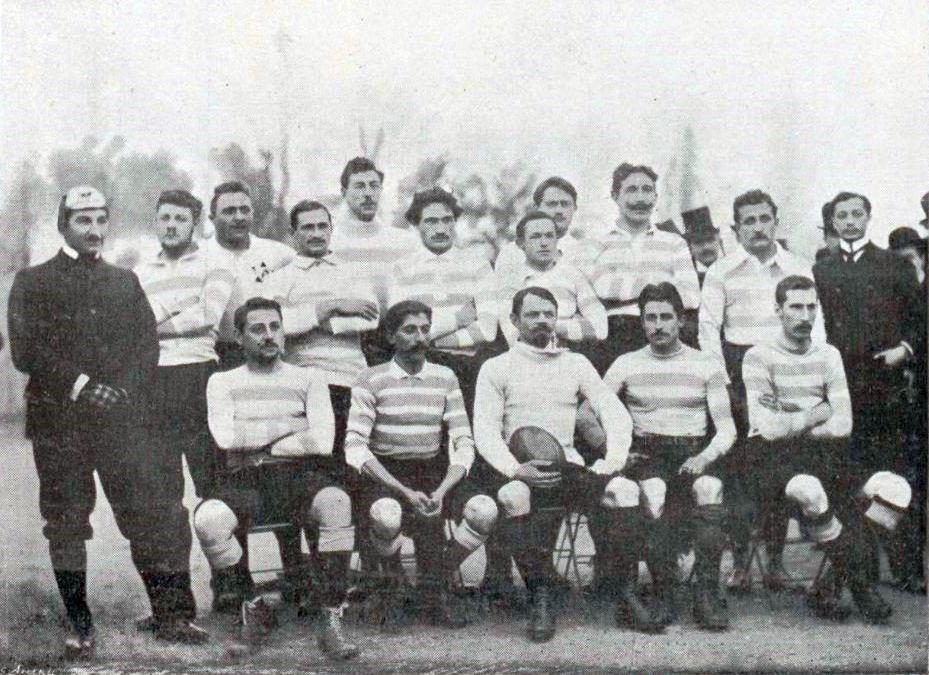
Drużyna Racing Club w 1899 roku

## Historia
Historia klubu sięga 1882, kiedy to założono wielosekcyjny Racing Club de France. Po ośmiu latach w klubie powstała drużyna rugby. Jeszcze w XIX wieku zespół dwukrotnie sięgał po mistrzostwo Francji (1892, 1900), a w 1902 roku zdobył ten tytuł po raz trzeci. W sumie Racing dwunastokrotnie docierał do finału rozgrywek, sześć razy okazując się najlepszym w kraju (po raz ostatni w 2016 roku).
W 2001 roku doszło do połączenia seniorskich sekcji rugby Racing Club de France oraz US Métro (klub paryskiego przedsiębiorstwa transportu publicznego), a nowy zespół otrzymał nazwę Racing Métro 92. Jednocześnie oba kluby zachowały swoje zespoły młodzieżowe. 
W 2009 roku Racingowi udało się awansować z Pro D2 do pierwszej ligi francuskiej.
W 2015 roku nazwę skrócono do Racing 92.

## Trofea
Trofea zdobywane przez drużynę (uwzględniono sukcesy Racing Club de France, do 2001).
- European Rugby Champions Cup:
  - Finalista (3): 2016, 2018, 2020
- Mistrzostwo Francji:
  - Zwycięzca (6): 1892, 1900, 1902, 1959, 1990, 2016
  - Finalista (7): 1893, 1898[a], 1912, 1920, 1950, 1957, 1987
- Challenge Yves du Manoir:
  - Finalista: 1952
- Coupe de l'Espérance:
  - Zwycięzca: 1918
- Challenge Rutherford:
  - Finalista: 1952